# Varevo (Novi Pazar)
Varevo (Servisch cyrillisch Варево) is een plaats in de Servische gemeente Novi Pazar. De plaats telt 501 inwoners (2002).